# Eugène Alphonse Dyer
Eugène Alphonse Dyer (12. december 1838 – 2. december 1911) var en canadisk købmand, landmand og politiker fraQuebec.
Han sad i underhuset for det konservative Parti  i perioden 1891-1896 efter at have slået Sydney Arthur Fisher med blot tre stemmer. Ud over denne periode i landspolitik koncentrerede Dyer sig om det lokalpolitiske og var i perioder byrådsmedlem og borgmester i den lille by Sutton, hvor han boede, samt kasserer i skolekommissionen.
1. ↑  Navnet er anført på svensk og stammer fra Wikidata hvor navnet endnu ikke findes på dansk.
2. ↑  Navnet er anført på bokmål og stammer fra Wikidata hvor navnet endnu ikke findes på dansk.